# Grupo Macri
El Grupo Macri es uno de los grupos empresariales más importantes de la Argentina, fundado por el magnate ítalo-argentino Franco Macri, padre del expresidente argentino Mauricio Macri. El grupo posee empresas en Argentina, Brasil, Panamá y Uruguay.
Las empresas que lo integran están relacionadas principalmente con las actividades de construcción, industria automotriz, correo, recolección de residuos e industria alimentaria.
La facturación del grupo alcanzaba a 2.3 billones de dólares en 1999. Desde ahí en adelante se desconoce el origen y paradero de sus fondos, se cree que esa cifra se quintuplicó solo en el 2003.

## Historia

### Décadas de 1970 y 1980
Durante el gobierno militar de Juan Carlos Onganía  realiza millonarios negocios a expensas del Estado. Asociado con su familia política, comenzó haciendo negocios ganaderos ligados a la exportación de carne, facilitados por el Estado, que decidió transferir este monopolio a una empresa mixta entre el Estado y su familia.
Las empresas ligadas a la Sociedad Macri  tuvieron un rol y un crecimiento destacado durante el autodenominado "Proceso de Reorganización Nacional", entre los años 1976 y 1983.  En 1976 disponían de siete empresas; al terminar la dictadura la cantidad había aumentado a 47. En un estudio realizado por los economistas Eduardo Basualdo, Manuel Acevedo y Miguel Khavise, en 1984, señala “que poseyendo 7 empresas en 1973 han alcanzado a 47 al fin de la dictadura… Las más relevantes son Sevel Argentina (automotriz), Sideco Americana (construcciones), Socma Corp (financiera), Manliba (recolección de residuos), Itron (electrónica), Solvencia de Seguros (aseguradora), Prourban (inmobiliaria), Iecsa (instalaciones mecánicas), Perfomar (perforación petrolera).
El holding Socma, fue beneficiario de importantes licitaciones durante la dictadura, como la Represa Yacyretá, la construcción del puente Misiones-Encarnación, la central de Luján de Cuyo, la recolección de residuos de la Ciudad de Buenos Aires, mediante la creación de Manliba, entre otras. Durante esa época compra Fiat, esta venta terminó siendo un acuerdo para llevar adelante el cierre de plantas y despidos.
El 26 de agosto de 1982 asume Julio González del Solar como presidente del Banco Central, tras la renuncia de Domingo Cavallo. El 17 de noviembre de ese año, González del Solar dicta la  Circular "A" 251, que dispuso la estatización de la deuda de cientos de empresas privadas, siendo el Grupo Macri-Socma uno de los principales beneficiados a través de algunas de sus empresas como Sevel, SIDECO y Manliba. En 1982, Mantenga Limpia a Buenos Aires (ManLiBA) tenía una deuda externa de 3.902.000 dólares, mientras que Sevel adeudaba 124 millones de dólares. Sideco Americana S.A fue denunciada por una maniobra de "autopréstamos" según el informe de los auditores presentado ante el juez: "la maniobra consistía en la colocación de fondos propios en plazos fijos en el exterior, recibiendo como contrapartida un préstamo de la misma entidad bancaria, sirviendo el plazo fijo como garantía a estos créditos. Los plazos fijos en el exterior no se informaban al BCRA, en muchos casos, estos plazos fijos tampoco figuraban en los libros y balances de las sociedades, tal como surge de la investigación. Sin embargo el responsable de investigaciones del BCRA, Carlos Melconian, decidió en 1986 frenar la investigación.
Las autopistas de Buenos Aires fueron concesionadas a la unión transitoria de empresas Autopistas Urbanas Sociedad Anónima (AUSA), que formaban el grupo Macri y Techint. AUSA cumplió con sus adjudicaciones mediante créditos externos que tuvieron avales municipales por 973,9 millones de dólares como garantía. AUSA se convirtió el tercer mayor deudor de la Argentina.[cita requerida] Al poco tiempo, la empresa adujo que la explotación por peaje no era rentable y reclamó que el municipio la subsidiara. Ante su negativa, no pagó los préstamos contraídos y el Tesoro de Buenos Aires debió hacerse cargo de la deuda del grupo, mientras los concesionarios seguían cobrando la tarifa más de unos 3 dólares por menos de 20 kilómetros, señalada como la más onerosa del mundo.[cita requerida] En 1985 la Municipalidad se hizo cargo de aquel pasivo y permitió que el consorcio continuara la explotación de la autopista por cinco años más. Los expertos del Instituto de Geografía de la Universidad de Buenos Aires demostraron que las utilidades de los concesionarios serían entre el 300 y el 1.300 %.
En 1989 el intendente de Morón, Juan Carlos Rousselot, se vio envuelto en un en un escándalo por corrupción en obras de alcantarillado, otorgada sin licitación a SIDECO. La obra orillaba los 400 millones de dólares y, financiación mediante, alcanzaría los 1000 millones. En marzo de 1989 la obra fue firmada por Rousselot y Mauricio Macri. Sesenta días después, el contrato fue rescindido por diversas irregularidades como la falta de aprobación del Concejo Deliberante, costo de la obra y tarifas excesivamente altas y la ausencia de concurso de ofertas. Estas irregularidades llevaron a que en 1989 Rousselot fuese destituido, mientras era investigado por la justicia en simultáneo.

### Década de 1990
En 1994 hizo cargo de Celulosa Argentina y de sus emprendimientos Puerto Piray y Alto Paraná en una complicada operación financiera. En Celulosa Argentina invirtió 40 millones de dólares en títulos y comprometió 90 en efectivo. Su participación es del 29 por ciento. En Puerto Piray, también deudor del Banade, donde aportó 200 millones de dólares en títulos y debería invertir a largo plazo 300 en efectivo, los socios eran el grupo Clarín y Macri. Participa en aproximadamente el 20 por ciento. Puerto Piray es una planta integrada en la provincia de Misiones, construida en un 70 por ciento, que producirá pasta celulósica.
En el año 1995, el entonces ministro de Economía Domingo Cavallo promovió el decreto 493 que estableció una condonación de deuda intereses, multas “y demás sanciones emergentes de obligaciones tributarias vencidas al 31 de julio de 1995”, para empresas y trabajadores autónomos.
En 1993 Sevel de Argentina exportaba autopartes a Sevel Uruguay, lo que le permitía cobrar reintegros por exportaciones. Pero, a su vez, esas piezas, eran ensambladas allí y luego importadas a la Argentina en forma de automóviles terminados. De este modo, Sevel cobraba reembolsos por exportaciones y realizaba las importaciones con un arancel diferencial del 2 por ciento. Así, se beneficiaba con el sistema de importación compensada a partir de los automotores exportados. Tras comparar números de chasis y de motor de 1300 vehículos, se determinó que las mismas partes que salían de la Argentina a su vez eran reingresadas en el país, luego de ser compradas y vendidas por Sevel Uruguay y Drago SA, controladas por Sevel. Un cálculo aproximado realizado por los investigadores concluyó que el monto de lo percibido como reintegro sólo en 1993 asciende a unos 7.000.000 de pesos. Se estima que estas exportaciones continuaron hasta 1995. El juez consideró “una ficción jurídica” creada por Sevel para posibilitar el ingreso de los vehículos al país evadiendo sus obligaciones impositivas (pago a cuenta de IVA y anticipo de Ganancias). Los vehículos así ingresados, eran comercializados por concesionarios oficiales de Sevel, pero las operaciones eran registradas como “importación directa” de los particulares adquirentes. En esta etapa, se generaba una nueva evasión, por el IVA correspondiente a la operación comercial de compraventa no registrada. Dichas maniobras, y la acusación de la DGI, dieron lugar a una causa en el juzgado de San Isidro, que dio por probada la evasión impositiva y dictó el procesamiento de los responsables de la terminal automotriz, la importadora y de las tres concesionarias. Franco Macri fue imputado por esta causa y Mauricio Macri fue embargado por 4,9 millones de pesos, y procesado por “contrabando”, pero posteriormente Casación Penal dictó el sobreseimiento. 
Pago Fácil inició sus actividades en el año 1993.
El 24 de marzo de 1997, mediante decreto, el presidente Carlos Menem privatiza el Correo Argentino entregando la empresa a Sociedad Macri (SOCMA). De acuerdo con el contrato de concesión, que se había firmado por un término de 30 años, la Sociedad Macri debía pagarle al Estado nacional un canon semestral de 51,6 millones de pesos. Cuando el grupo SOCMA se hizo cargo de los servicios el 1 de septiembre de 1997, el correo contaba con 20.400 trabajadores y no tenía pasivos financieros. En contraste, en menos de cuatro años de gestión del grupo SOCMA la empresa contaba solo con 12.800 trabajadores, se denunció que los empleados “fueron sobreexigidos laboralmente”. Esto no fue un impedimento para que la contabilidad oficial de la empresa la muestre en virtual quiebra. El 31 de diciembre de 1999, la empresa deja de pagar el canon, y su deuda ascendía a $ 206 millones.  El Correo Argentino no pagó los salarios de julio de 2001 de 13.000 empleados. 
En marzo de 1998, representantes del Grupo Macri acuden al estudio de Panamá Mossack Fonseca, dedicado a crear firmas offshore en paraísos fiscales para mover dinero negro, operar sin dejar rastros o evadir impuestos. Los panameños les crearon la firma offshore Fleg Trading Ltd. con sede en Bahamas. Según reveló la investigación Panamá Papers, el directorio de esa sociedad estaba integrado por Franco Macri y sus hijos Mauricio y Mariano. Creó una compleja red de sociedades para trasladar dinero ilícito desde las Bahamas hasta la Argentina. A través de esta empresa Macri habría lavado U$S 9 millones.
En febrero de 1998 el gobernador misionero Ramon Puerta, adjudica la construcción de la Costanera Monseñor Kerner a Iecsa, del grupo Macri. La obra fue acusada de irregularidades, ya que el primer tramo de la construcción costó 12,5 millones de dólares, aunque el Estado provincial terminó pagando casi el doble. Según el diario Página 12: "un proveedor de materiales de ese emprendimiento describió ante este diario a aquella empresa como una estructura mínima que pagaba mal los materiales, casi a precio de costo".

### Década de 2000
En 2001 la automotriz Sevel se dividió en dos partes, una es ahora propiedad de Fiat y la otra es controlada por Peugeot. Vendió su parte de Movicom a Bellsouth, adquiere la alimenticia Canale y de Autopistas del Sol y controla activos importantes como la concesión del Correo Argentino, emprendimientos agroalimentarios, la constructora Sideco, Pago Fácil, y empresas alimenticias de peso en Brasil. El presidente del grupo, Franco Macri, pidió la estatización de toda la deuda privada. También en 2001, el Correo Argentino entra en convocatoria de acreedores, debiendo un total de 296,2 millones de pesos al Estado Nacional. En 2006 se originó una denuncia contra la empresa  privada que concesionaba el Belgrano Cargas  ya que no rendía cuentas de los 2000 millones de pesos recibidos en carácter de subsidios. La Sociedad Operativa Ferroviaria estaba integrada por SIDECO del Grupo Macri a través de Franco Macri, la aceitera china Sanhe Hopefull.La Auditoría General de la Nación detectó buena parte de las irregularidades de la empresa privada comprobando que se habían rendido cuentas presentando facturas emitidas por proveedores que eran empleados de las propias empresas privadas que administraban en ese entonces el Belgrano Cargas.
En el año 2004, el Grupo macri se asocia con el empresario chino Shi ke Rong para constituir Shima SA (Shi ke Rong- Macri), para administrar el Belgrano Cargas. En 2010 se logró un contrato con el estado nacional pero finalmente el proyecto se caería en 2014.
En 2007, al tiempo que Mauricio Macri presentaba su candidatura a Jefe de Gobierno de la ciudad de Buenos Aires, Franco Macri decide desvincularse de sus empresas constructoras, Iecsa y Creaurban, que representaban la mayor parte de los ingresos del grupo y transferirselas a su sobrino Angelo Calcaterra. Al año siguiente se aleja también de las otras empresas de SOCMA, dejándolas en manos de sus hijos y del gerente Leonardo Maffioli.

### Década de 2010
En diciembre de 2015, Mauricio Macri (hijo del fundador del grupo empresario) es electo presidente de la República Argentina para el período 2015-2019.
En 2016 a pocas semanas de asumir la presidencia del país, dio de baja la flota oficial al tiempo que descartó viajar en la empresa Aerolíneas Argentinas, eligiendo vuelos privados de la empresa Macair Jet perteneciente al Grupo Macri, que de este modo sería la empresa directamente beneficiada con millonarias contrataciones del Estado. El secretario General de APLA, denunció la implementación de una política de apertura del mercado aéreo a capitales privados que terminan mezclándose con intereses privados de la familia presidencial. 
En mayo de 2016 se reveló que la filial brasileña de Rapipago estaba involucrada en el escándalo Panama Papers, sospechada de cometer delitos económicos como evasión fiscal y lavado de dinero. la maniobra habría sido realizada a través de la empresa con domicilio en las Islas Bahamas, Fleg Trading que estuvo activa y participó del intento del holding propiedad del empresario Mauricio Macri por instalar Pago Fácil Brasil.
En febrero de 2017,  el fiscal Juan Pedro Zoni imputó a Mauricio Macri y Oscar Aguad por un acuerdo en el cual el Estado aceptó una quita del 98,82 por ciento de la deuda contraída en 2001. La Causa Correo Argentino es investigada por el Juzgado Federal N° 4 a cargo del Dr. Ariel Lijo. Así mismo se conoció que la ENACOM desistió de cobrar ese mismo mes a Correo Argentino una multa por casi 300 mil pesos, a pesar de que el juicio ya tenía sentencia de segunda instancia en favor del Estado. Ese mismo mes se reveló que tras estar 15 años en crisis, la Justicia de Santa Catarina decidió la quiebra del Frigorífico Chapeco, propiedad del Grupo Macri en Brasil. A lo largo de su fallo, la jueza expresa que el Grupo Macri prácticamente abandonó la empresa, despidiendo a 4600 empleados y desactivando y paralizando la totalidad de operaciones de Chapecó.
En abril del año 2017 el juez federal Sebastián Casanello se declaró incompetente para seguir interviniendo en la causa conocida como Panamá Papers, en la que está involucrado Mauricio Macri, y la derivó al Fuero en lo Penal Económico al considerar que no existen indicios de lavado de activos sino posibilidad de irregularidades tributarias. La UIF sostuvo que "Fleg Trading (Bahamas) había sido dada de baja del registro de Bahamas por falta de mantenimiento desde el año 2008" y que "Kagemusha (Panamá) fue disuelta por morosidad de 10 años consecutivos en 2006. El juez también determinó que Mauricio Macri no introdujo 9 U$S millones a través de Fleg Trading ni hubo lavado de dinero.
En 2017, el Grupo Macri compró sin licitación y luego revendió seis parques eólicos. A través de un contador, adquirió los contratos a la española Isolux en 2016. Meses más tarde, los traspasó  haciendo una diferencia de al menos US$ 15 millones. Durante 2016, y sin pasar por licitaciones públicas, Sideco Americana -empresa insignia de los Macri- creó junto con un grupo de socios cuatro empresas a nombre de un contador y adquirieron seis parques eólicos en Chubut y Miramar.

## Empresas del grupo
Entre los grupos y empresas que integran el Grupo Macri se encuentran:

### Construcción e inmobiliaria
- Argentina: 
  - Sideco Americana
  - Creaurban
  - Iecsa (vendida en 2017 al grupo Pampa Energía de Marcelo Mindlin y Joe Lewis, y renombrada como Sacde.[46][47])
- Brasil: 
  - Civilia Engenharia

Entre 2009 y 2013 el grupo llevó a cabo un emprendimiento inmobiliario que consistió en  la remodelación de la ex fábrica de Alpargatas sobre la calle Patricios al 1000 y su transformación en Molina Ciudad, un edificio de lofts y estudios.

### Industria automotriz
- Fiat Argentina
- Sevel Argentina (1980-1996)

- Sevel Uruguay
- Chery, representación vendida a Corven en 2025.[49]
- DFSK, representación vendida a Corven en 2025.[50]
- JAC Motors (representación)[51]

### Recolección de residuos
- Argentina:
- Manliba

En 2002 el Grupo Macri se asocia con el Grupo Mauro para gestionar varias empresas del rubro como Ecol S.A., Transmetro S.A., Aseo S.A., Lodimet S.A. (ex Manliba), Saframa S.A.
- Uruguay:
- Ecotecno (Montevideo, Canelones, Maldonado)

### Correo, comunicaciones y concesiones estatales
- Argentina: 
  - Movicom (vendida a BellSouth en 1999, actualmente Movistar)
  - Pago Fácil (vendida en el 2006)
  - Correo Argentino (perdió la concesión en 2003)
  - Autopistas del Sol
  - Itron

### Minería
- Argentina: 
  - La empresa es socia de muchas extractoras de petróleo y otros carbocombustibles. Ver Grupo Galileo (GNC).

### Industria de la alimentación
- Argentina: 
  - Canale (vendida en 1999 a Nabisco)
- Brasil:
  - Frigorífico Chapeco

### Transporte
- MacAir, vendida a Avianca Holdings en 2016.
- SHIMA (Ferrocarril Belgrano Cargas)